# Доручити генералу Нестерову...
«Доручити генералу Нестерову…» — радянський художній фільм 1984 року, знятий режисером Борисом Галкіним на кіностудії «Мосфільм».

## Сюжет
За наказом генерала Ситька на будівництві важливого стратегічного об'єкта, що розгорнулося в пустелі, проводиться вибух кам'яної гряди, що призводить до людських жертв. І тепер генерал Нестеров має в складних умовах мобілізувати людей і впоратися із завданням в стислі терміни.

## У ролях
- Володимир Сєдов — Нестеров
- Віктор Тарасов — Ситько
- Ігор Охлупін — Савельєв
- Борис Токарєв — Бакулін
- Світлана Тормахова — Настя
- Людмила Гладунко — Ніна
- Олег Голубицький — Красавін
- Сергій Жигунов — Клочков
- Віктор Філіппов — Португалов
- Наталія Крачковська — Софія
- Анатолій Соловйов — начальник главку
- Валерій Фролов — майор-дослідник
- Володимир Трещалов — майор
- Лідія Єжевська — Наталя
- Олена Водолазова — дружина офіцера
- Олександр Коняшин — прапорщик
- Віктор Сумароков — епізод
- В'ячеслав Врачов — епізод
- Костянтин Титов — епізод
- Анатолій Голік — епізод
- Олена Казанцева — епізод
- В. Мартиш — епізод
- Р. Шашавалієв — епізод

## Знімальна група
- Режисер — Борис Галкін
- Сценарист — Олександр Бондарєв
- Оператор — Володимир Фрідкін
- Композитор — Кирило Волков
- Художник — Раїс Нагаєв